# فيتالي سوبوليف
فيتالي سوبوليف (بالأوكرانية: Соболєв Віталій Васильович)‏ (25 يناير 1930 - 1995 بكييف في أوكرانيا) هو لاعب كرة قدم (وحمل سابقاً جنسية الاتحاد السوفيتي) في مركز الدفاع. شارك مع منتخب أوكرانيا لكرة القدم. أما مع النوادي، فقد لعب مع دينامو كييف ونادي سيسكا موسكو ونادي شاختار دونيتسك والنادي المركزي للجيش كييف ونادي ميكولايف ‏.